# Сеоце (община Куршумлия)
Вижте пояснителната страница за други значения на Сеоце.
Сеоце (на сръбски: Сеоце или Seoce) е село в Сърбия, Топлишки окръг, община Куршумлия. Според Националната статистическа служба на Република Сърбия през 2011 г. селото има 48 жители.

## Демография
Броят на населението в годините 1948 – 2011 е както следва: